# Royal Football Club Tilleur-Saint-Nicolas
Ne pas confondre avec le Royal Football Club Tilleur-Saint-Gilles (matricule 2878) et le Football Club Tilleur (matricule 2913), deux autres clubs belges qui n'ont aucun lien avec celui dont il est ici question.
Dernière mise à jour : 31 juillet 2020.
Le Royal Football Club Tilleur Saint-Nicolas, communément abrégé en Tilleur, est un ancien club de football belge basé à Tilleur, dans l'entité de Saint-Nicolas. Fondé en 1899 sous le nom de Tilleur FC, le club portait le matricule 21 et évoluait en bleu et blanc.
Créé en 1909, Tilleur Football Club évolue durant 78 saisons consécutives en séries nationales, dont 21 dans la plus haute division. IL porte le nom de ""R. Tilleur FC jusqu'au 1er juillet 1989.
Le matricule 21 disparaît le 1er juillet 1995 quand il est démissionné de l'URBSFA. Une fusion est souhaitée avec le Royal Club Liégeois (matricule 4), mais elle est refusée par la fédération belge car le club ne reprenait pas l'intégralité de l'actif et du passif du matricule 4. 

## Confusion fréquente
Jusqu'en 2014, le R. FC Tilleur-Saint-Gilles (matricule 2878), formé par la fusion en 2003 entre le FC Tilleur (matricule 9405, fondé en 2002) et le CS Saint-Gilles (matricule 2878), revendique la succession historique du matricule 21, même s'il n'a historiquement rien à voir avec l'ancien club. En 2014, le matricule 2878 disparaît dans une fusion avec le R. FC Cité Sport Grâce-Hollogne (matricule 2913)pour former le FC Tilleur (matricule 2913). Ce club évolue en séries nationales jusqu'en fin de saison 2019-2020, quand il décide de retirer volontaire son équipe senior de 

## Le club
Le Tilleur FC est créé au tout début du XXe siècle par une poignée de camarades. Faute de terrain, le club ne s'affilie pas directement à l'UBSSA. Le 1er juin 1904, le Comité Central de celle-ci (devancier du Comité Exécutif actuel) l'autorise à jouer contre les clubs affiliés à la province de Liège à condition d'en faire la demande pour la saison prochaine (sous entendu 1904-1905). Malgré leurs efforts, archivistes et historiens n'ont retrouvé aucun document attestant confirmant une affiliation effective. On considère l'entrée à la fédération en date du 1er juin 1904 comme « débutant » puis le 1er janvier 1905 comme « effectif ». Tilleur FC joue le championnat "junior", qui à cette époque n'est pas une catégorie d'âge mais de « valeur des équipes ». Le tout premier terrain est situé près de la gare de Tilleur.
En 1909, Tilleur FC est appelé à être un des clubs fondateurs du 2e niveau national, baptisé alors Promotion. Pendant les 86 ans qui suivent, le club ne quitte jamais les "nationales", soit 77 saisons de présence consécutive.
En 1913, Tilleur FC s'installe sur une nouvelle surface de jeu au lieu-dit Le Bois d'Avroy à Sclessin. Le club déménage à nouveau en 1916 pour occuper un site tout proche du Standard. C'est le premier terrain en herbe que possède le club.
Au terme de la saison 1919-1920, Tilleur FC remporte son premier titre au 2e niveau national. Mais en raison du blocage des séries décidé par la Fédération Belge à la suite de la Première Guerre mondiale, le club ne monte pas dans la plus haute division.
En 1925, Tilleur célèbre deux événements. L'octroi du titre de Société Royale, qui lui permet de prendre le nom de Royal Tilleur FC pour rejoindre l'élite nationale, le club ayant remporté un nouveau sacre en Promotion (D2). En 1926, le club est relégué hors de la Division d'Honneur. Le club prend ses quartiers dans ce qui est son premier véritable stade : le Stade du Pont-d'Ougrée (qui hébergera ensuite plusieurs matches des Diables Rouges). En décembre 1926, le club se voit attribuer le matricule 21.
Le club se veut ambitieux mais ne parvient pas à se faire une place parmi l'élite nationale. À nouveau promu en 1929 et en 1933, le R. Tilleur FC fait à chaque fois "l'ascenseur". En 1939, le matricule 21 est à nouveau champion de "D2" (rebaptisée Division 1 en  1927). Tilleur doit patienter pour goûter aux joies de l'élite, car le déclenchement de la Seconde Guerre mondiale gèle les compétitions. Ce n'est que lors de la saison 1941-1942 que le club retrouve officiellement la Division d'Honneur. Cette fois, Tilleur y reste quatre saisons de rang.
Au sortir de la guerre, le club se retrouve avec un stade partiellement détruit par les bombardements. Des travaux de rénovation sont nécessaires, obligeant le club à régulièrement trouver asile ailleurs. Cela n'empêche pas le R. Tilleur FC de revenir en Division d'Honneur dès 1948. Le club y reste onze saisons d'affiliée.
En 1960, alors que le club est redescendu vers ce qui est désormais la Division 2, les travaux d'extension de l'usine Cockerill condamnent le vieux stade du Pont d'Ougrée. Le 6 avril 1960, le R. Tilleur FC y joue son dernier match contre le R. CS Brugeois. Le matricule 21 se fait héberger quelque temps par le Standard, le temps qu'un nouveau site soit prêt.
Après quelques mois, le Royal Tilleur FC s'installe alors dans ce qui restera son "temple" : le stade de Buraufosse, situé à quelques hectomètres seulement de Sclessin, l'antre du Standard.
En 1964, Tilleur revient en Division 1. La saison suivante, le club obtient une fort belle 4e place et le titre de meilleur buteur du jeune Jean-Paul Colonval. Mais en 1967, le matricule 21 quitte l'élite. Il ne sait pas alors que ce ne n'est pas un "au-revoir" mais un "adieu". Dans les années qui suivent, le matricule 21 s'enfonce dans le « ventre mou » de la Division 2.
Sauvé de justesse (1 point) en 1972, Tilleur est relégué en Division 3 en 1973. Profitant de la création de la Ligue professionnelle, et donc du passage de l'élite à 18 clubs étalé sur 3 saisons (20 puis 19, puis 18), le R. Tilleur FC remonte en D2 en 1974, mais deux ans plus tard il la quitte définitivement.
Le matricule 21 joue en Division 3 jusqu'en 1982. Après un premier aller-retour en Promotion, Tilleur y glisse de 1985 à 1990. Lors de la saison 1987-1988, le Royal Tilleur FC frôle la relégation en 1e provinciale. Il ne termine que 13e avec 1 point d'avance sur le FC Le Lorrain Arlon (à cette époque le "Tour final interprovincial" n'existe pas et il n'y a donc pas de place de "barragiste"). Après une saison 1988-1989 plus tranquille, le R. Tilleur FC cherche son salut en fusionnant avec le R. St-Nicolas FC (matricule 667) pour former le R. FC Tilleur-Saint-Nicolas (matricule 21). La première saison est encourageante car en 1989-1990, le R. FC Tilleur-STN est sacré champion et remonte en Division 3.
Mais les soucis du matricule 21, et du football liégeois en général, sont loin d'être finis. En 1995, le "vieux" Football Club Liégeois se retrouve au bord de la faillite et sans stade. 
Tilleur, qui est aussi en manque de moyens financiers, accepte une fusion avec son vénérable voisin, le Royal Football Club Liégeois
Ainsi, en 1995, les matricules 4 et 21 unissent leurs destinées sous le nom de Royal Tilleur Football Club Liégeois (ou RTFCL) sous le matricule 4. La fusion est cependant refusée par l'Union Belge car elle n'impliquait pas la reprise de l'actif et du passif du Football Club Liégeois. Le matricule 21 disparaît. Le Football Club Liégeois ayant terminé dernier en Division 1, il subit dès lors une double rétrogradation, sportive et administrative : le matricule 4 descend de D1 en D3, et portera le nom de "Tilleur-Liège" de 1995 à 1999, période durant laquelle il joue à Tilleur avant de déménager à Seraing et de retrouver son nom.

## Repères historique
- 1899-1900 - Fondation de TILLEUR FOOTBALL CLUB, date convenue par les Historiens et Archivistes: le 1er janvier 1900.
- 1904 - 01/06/1904, TILLEUR FOOTBALL CLUB est considéré comme « débutant » par l'UBSSA (future URBSFA).
- 1905 - 01/01/1905, TILLER FOOTBALL CLUB devient membre « effectif » de la fédération.
- 1909 - TILLEUR FOOTBALL CLUB est accepté en Promotion (équivalent D2 actuelle). Jusqu'à sa disparition, le club ne quitte plus jamais les séries nationales, soit 78 saisons consécutives.
- 1920 - TILLEUR FOOTBALL CLUB est sacré champion de Promotion, mais ne peut accéder à l'élite nationale en raison du blocage des séries.
- 1925 - TILLEUR FOOTBALL CLUB est champion de Promotion et accède à l'élite nationale. Classé dernier la saison suivante, le club redescend.
- 1925 - TILLEUR FOOTBALL CLUB est reconnu Société Royale et prend le nom de ROYAL TILLEUR FOOTBALL CLUB, le 01/04/1925.
- 1926 - ROYAL TILLEUR FOOTBALL CLUB se voit attribuer le matricule 21.
- 1935 - ROYAL TILLEUR FOOTBALL CLUB (21) participe aux demi-finale de la Coupe de Belgique.
- 1939 - ROYAL TILLEUR FOOTBALL CLUB accède à l'élite pour la 4e reprise, mais cette fois, le club s'y maintient quatre saisons.
- 1948 - ROYAL TILLEUR FOOTBALL CLUB monte pour la 5e fois parmi l'élite nationale. Suivent 11 saisons de présence, la plus longue période du club au plus haut niveau.
- 1964 - ROYAL TILLEUR FOOTBALL CLUB (21) revient dans ce qui est désormais la Division 1. La saison suivante, le club obtient son meilleur classement (4e) et Jean-Paul Colonval est meilleur buteur du championnat. Le club accède aux demi-finales de la Coupe de Belgique.
- 1967 - ROYAL TILLEUR FOOTBALL CLUB (21) est relégué de la plus haute division. Il n'y remontera jamais plus.
- 1972 - ROYAL TILLEUR FOOTBALL CLUB (21) participe pour la 3e fois aux demi-finales de la Coupe de Belgique.
- 1976 - ROYAL TILLEUR FOOTBALL CLUB (21) est relégué en Division 3.
- 1983 - ROYAL TILLEUR FOOTBALL CLUB (21) est relégué en Promotion.
- 1989 - 01/07/1989, ROYAL TILLEUR FOOTBALL CLUB (21) fusionne ROYAL SAINT-NICOLAS FOOTBALL CLUB (667) pour former ROYAL FOOTBALL CLUB TILLEUR-SAINT-NICOLAS (21).

- 1990 - ROYAL FOOTBALL CLUB TILLEUR-SAINT-NICOLAS (21) remonte en Division 3.
- 1995 - 01/07/1995, ROYAL FOOTBALL CLUB TILLEUR-SAINT-NICOLAS (21) tente de fusionner avec le ROYAL CLUB LIEGEOIS (4) pour former le ROYAL TILLEUR FOOTBALL CLUB LIEGEOIS (RTFCL) (4). Cette fusion est refusée par l'URBSFA pour "détournement manifeste de l'article VII/97 du règlement fédéral" (Séance du C.E. de l'URBSFA du 16 juin 1995). Le matricule 21 disparaît.

- 2002 - Fondation de FOOTBALL CLUB TILLEUR-SAINT-NICOLAS qui s'affilie à l'URBSFA où il reçoit le matricule 9405.
- 2003 - Fusion de FOOTBALL CLUB TILLEUR-SAINT-NICOLAS avec ROYAL CERCLE SPORTIF SAINT-GILLES (2878) pour former ROYAL FOOTBALL CLUB TILLEUR-SAINT-GILLES (2878). Le matricule 9405 disparaît.
- 2014 - Fusion de ROYAL FOOTBALL CLUB TILLEUR-SAINT-GILLES (2878) avec ROYAL FOOTBALL CLUB CITÉ SPORT GRÂCE HOLLOGNE (2913) pour former ROYAL FOOTBALL CLUB TILLEUR (2913). Le matricule 2878 disparaît.

logo du R. FC Tilleur-St-Gilles

## Résultats dans les divisions nationales
Statistiques clôturées, club disparu

### Palmarès
- 5 fois champion de Division 2 en 1920, 1925, 1933, 1939 et 1948.
- 2 fois champion de Promotion en 1983 et 1990.

### Bilan
| Niv | Divisions     | Jouées | Titres | TM Up | TM Down |
| --- | ------------- | ------ | ------ | ----- | ------- |
| I   | 1re nationale | 21     | 0      |       |         |
| II  | 2e nationale  | 37     | 5      |       |         |
| III | 3e nationale  | 14     | 0      |       |         |
| IV  | 4e nationale  | 6      | 2      |       |         |
| V   | 5e nationale  | 0      | 0      |       |         |
|     |               |        |        |       |         |
|     | TOTAUX        | 78     | 7      | 0     | 0       |

- TM Up : test-match pour départager des égalités, ou toutes formes de Barrages ou de Tour final pour une montée éventuelle.
- TM Down : test-match pour départager des égalités, ou toutes formes de Barrages ou de Tour final pour le maintien.

### Classement saison par saison
| Ordre                     | Saison  | Nom du club                                      | Niveau                                           | Classement final                                 | Remarques                                        |
| ------------------------- | ------- | ------------------------------------------------ | ------------------------------------------------ | ------------------------------------------------ | ------------------------------------------------ |
| 1                         | 1909-10 | Tilleur FC                                       | Promotion (D2)                                   | 6e/11                                            |                                                  |
| 2                         | 1910-11 | Tilleur FC                                       | Promotion (D2)                                   | 8e/12                                            |                                                  |
| 3                         | 1911-12 | Tilleur FC                                       | Promotion (D2)                                   | 9e/12                                            |                                                  |
| 4                         | 1912-13 | Tilleur FC                                       | Promotion (D2)                                   | 8e/12                                            |                                                  |
| 5                         | 1913-14 | Tilleur FC                                       | Promotion (D2)                                   | 6e/12                                            |                                                  |
| Compétitions interrompues |         |                                                  |                                                  |                                                  |                                                  |
| 6                         | 1919-20 | Tilleur FC                                       | Promotion (D2)                                   | 1er/12                                           | Champion                                         |
| 7                         | 1920-21 | Tilleur FC                                       | Promotion (D2)                                   | 8e/12                                            |                                                  |
| 8                         | 1921-22 | Tilleur FC                                       | Promotion (D2)                                   | 6e/14                                            |                                                  |
| 9                         | 1922-23 | Tilleur FC                                       | Promotion (D2)                                   | 3e/14                                            |                                                  |
| 10                        | 1923-24 | Tilleur FC                                       | Promotion (D2) série B                           | 3e/14                                            |                                                  |
| 11                        | 1924-25 | Tilleur FC                                       | Promotion (D2) série A                           | 1er/14                                           | Champion et promu                                |
| 12                        | 1925-26 | R. Tilleur FC                                    | Division d'Honneur                               | 14e/14                                           | Relégué                                          |
| 13                        | 1926-27 | R. Tilleur FC                                    | Division 1 (D2)                                  | 3e/14                                            |                                                  |
| 14                        | 1927-28 | R. Tilleur FC                                    | Division 1 (D2)                                  | 2e/14                                            | Promu                                            |
| 15                        | 1928-29 | R. Tilleur FC                                    | Division d'Honneur                               | 14e/14                                           | Relégué                                          |
| 16                        | 1929-30 | R. Tilleur FC                                    | Division 1 (D2)                                  | 7e/14                                            |                                                  |
| 17                        | 1930-31 | R. Tilleur FC                                    | Division 1 (D2)                                  | 13e/14                                           | [ saisons 2 ]                                    |
| 18                        | 1931-32 | R. Tilleur FC                                    | Division 1 (D2) série B                          | 2e/14                                            |                                                  |
| 19                        | 1932-33 | R. Tilleur FC                                    | Division 1 (D2) série B                          | 1er/14                                           | Champion et promu                                |
| 20                        | 1933-34 | R. Tilleur FC                                    | Division d'Honneur                               | 14e/14                                           | Relégué                                          |
| 21                        | 1934-35 | R. Tilleur FC                                    | Division 1 (D2) série B                          | 7e/14                                            |                                                  |
| 22                        | 1935-36 | R. Tilleur FC                                    | Division 1 (D2) série A                          | 9e/14                                            |                                                  |
| 23                        | 1936-37 | R. Tilleur FC                                    | Division 1 (D2) série A                          | 8e/14                                            |                                                  |
| 24                        | 1937-38 | R. Tilleur FC                                    | Division 1 (D2) série A                          | 2e/14                                            |                                                  |
| 25                        | 1938-39 | R. Tilleur FC                                    | Division 1 (D2) série B                          | 1er/14                                           | Champion et promu                                |
| Compétitions interrompues |         |                                                  |                                                  |                                                  |                                                  |
| 26                        | 1941-42 | R. Tilleur FC                                    | Division d'Honneur                               | 7e/14                                            |                                                  |
| 27                        | 1942-43 | R. Tilleur FC                                    | Division d'Honneur                               | 7e/16                                            |                                                  |
| 28                        | 1943-44 | R. Tilleur FC                                    | Division d'Honneur                               | 16e/16                                           | [ saisons 3 ]                                    |
| Compétitions interrompues |         |                                                  |                                                  |                                                  |                                                  |
| 29                        | 1945-46 | R. Tilleur FC                                    | Division d'Honneur                               | 18e/19                                           | Relégué                                          |
| 30                        | 1946-47 | R. Tilleur FC                                    | Division 1 (D2) série A                          | 3e/16                                            |                                                  |
| 31                        | 1947-48 | R. Tilleur FC                                    | Division 1 (D2) série B                          | 1er/16                                           | Champion et promu                                |
| 32                        | 1948-49 | R. Tilleur FC                                    | Division d'Honneur                               | 13e/16                                           |                                                  |
| 33                        | 1949-50 | R. Tilleur FC                                    | Division d'Honneur                               | 12e/16                                           |                                                  |
| 34                        | 1950-51 | R. Tilleur FC                                    | Division d'Honneur                               | 13e/16                                           |                                                  |
| 35                        | 1951-52 | R. Tilleur FC                                    | Division d'Honneur                               | 9e/16                                            |                                                  |
| 36                        | 1952-53 | R. Tilleur FC                                    | Division 1                                       | 10e/16                                           |                                                  |
| 37                        | 1953-54 | R. Tilleur FC                                    | Division 1                                       | 12e/16                                           |                                                  |
| 38                        | 1954-55 | R. Tilleur FC                                    | Division 1                                       | 14e/16                                           |                                                  |
| 39                        | 1955-56 | R. Tilleur FC                                    | Division 1                                       | 14e/16                                           |                                                  |
| 40                        | 1956-57 | R. Tilleur FC                                    | Division 1                                       | 13e/16                                           |                                                  |
| 41                        | 1957-58 | R. Tilleur FC                                    | Division 1                                       | 14e/16                                           |                                                  |
| 42                        | 1958-59 | R. Tilleur FC                                    | Division 1                                       | 16e/16                                           | Relégué                                          |
| 43                        | 1959-60 | R. Tilleur FC                                    | Division 2                                       | 13e/16                                           |                                                  |
| 44                        | 1960-61 | R. Tilleur FC                                    | Division 2                                       | 10e/16                                           |                                                  |
| 45                        | 1961-62 | R. Tilleur FC                                    | Division 2                                       | 5e/16                                            |                                                  |
| 46                        | 1962-63 | R. Tilleur FC                                    | Division 2                                       | 4e/16                                            |                                                  |
| 47                        | 1963-64 | R. Tilleur FC                                    | Division 2                                       | 2e/16                                            | Promu                                            |
| 48                        | 1964-65 | R. Tilleur FC                                    | Division 1                                       | 4e/16                                            |                                                  |
| 49                        | 1965-66 | R. Tilleur FC                                    | Division 1                                       | 8e/16                                            |                                                  |
| 50                        | 1966-67 | R. Tilleur FC                                    | Division 1                                       | 16e/16                                           | Relégué                                          |
| 51                        | 1967-68 | R. Tilleur FC                                    | Division 2                                       | 10e/16                                           |                                                  |
| 52                        | 1968-69 | R. Tilleur FC                                    | Division 2                                       | 9e/16                                            |                                                  |
| 53                        | 1969-70 | R. Tilleur FC                                    | Division 2                                       | 12e/16                                           |                                                  |
| 54                        | 1970-71 | R. Tilleur FC                                    | Division 2                                       | 11e/16                                           |                                                  |
| 55                        | 1971-72 | R. Tilleur FC                                    | Division 2                                       | 14e/16                                           |                                                  |
| 56                        | 1972-73 | R. Tilleur FC                                    | Division 2                                       | 15e/16                                           | Relégué                                          |
| 57                        | 1973-74 | R. Tilleur FC                                    | Division 3 série A                               | 2e/16                                            | Promu                                            |
| 58                        | 1974-75 | R. Tilleur FC                                    | Division 2                                       | 13e/16                                           |                                                  |
| 59                        | 1975-76 | R. Tilleur FC                                    | Division 2                                       | 15e/16                                           | Relégué                                          |
| 60                        | 1976-77 | R. Tilleur FC                                    | Division 3 série B                               | 13e/16                                           |                                                  |
| 61                        | 1977-78 | R. Tilleur FC                                    | Division 3 série A                               | 13e/16                                           |                                                  |
| 62                        | 1978-79 | R. Tilleur FC                                    | Division 3 série B                               | 13e/16                                           |                                                  |
| 63                        | 1979-80 | R. Tilleur FC                                    | Division 3 série B                               | 3e/16                                            |                                                  |
| 64                        | 1980-81 | R. Tilleur FC                                    | Division 3 série B                               | 9e/16                                            |                                                  |
| 65                        | 1981-82 | R. Tilleur FC                                    | Division 3 série B                               | 15e/16                                           | Relégué                                          |
| 66                        | 1982-83 | R. Tilleur FC                                    | Promotion série C                                | 1er/16                                           | Champion et promu                                |
| 67                        | 1983-84 | R. Tilleur FC                                    | Division 3 série B                               | 10e/16                                           |                                                  |
| 68                        | 1984-85 | R. Tilleur FC                                    | Division 3 série B                               | 16e/16                                           | Relégué                                          |
| 69                        | 1985-86 | R. Tilleur FC                                    | Promotion série D                                | 11e/16                                           |                                                  |
| 70                        | 1986-87 | R. Tilleur FC                                    | Promotion série C                                | 9e/16                                            |                                                  |
| 71                        | 1987-88 | R. Tilleur FC                                    | Promotion série D                                | 13e/16                                           |                                                  |
| 72                        | 1988-89 | R. Tilleur FC                                    | Promotion série D                                | 10e/16                                           |                                                  |
| 73                        | 1989-90 | R. FC Tilleur-Saint-Nicolas                      | Promotion série D                                | 1er/16                                           | Champion et promu                                |
| 74                        | 1990-91 | R. FC Tilleur-Saint-Nicolas                      | Division 3 série B                               | 3e/16                                            |                                                  |
| 75                        | 1991-92 | R. FC Tilleur-Saint-Nicolas                      | Division 3 série A                               | 4e/16                                            |                                                  |
| 76                        | 1992-93 | R. FC Tilleur-Saint-Nicolas                      | Division 3 série A                               | 9e/16                                            |                                                  |
| 77                        | 1993-94 | R. FC Tilleur-Saint-Nicolas                      | Division 3 série A                               | 10e/16                                           |                                                  |
| 78                        | 1994-95 | R. FC Tilleur-Saint-Nicolas                      | Division 3 série B                               | 11e/16                                           |                                                  |
| X                         | 1995    | Démission de l'URBSFA, le matricule 21 disparaît | Démission de l'URBSFA, le matricule 21 disparaît | Démission de l'URBSFA, le matricule 21 disparaît | Démission de l'URBSFA, le matricule 21 disparaît |

## Anciens joueurs connus
- Jean-Paul Colonval (meilleur buteur de D1 en 1964-1965)
- François Daenen (plusieurs fois Diable Rouge)
- Joseph Pannaye (plusieurs fois Diable Rouge)